# Гуренко, Сергей Витальевич
Сергей Витальевич Гуре́нко (бел. Сяргей Вітальевіч Гурэнка; род. 30 сентября 1972[…], Гродно) — советский и белорусский футболист, тренер. Мастер спорта международного класса. Бывший капитан национальной сборной Беларуси.

## Карьера игрока

### Клубная

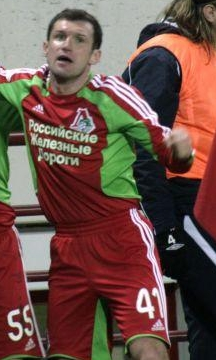
Гуренко в «Локомотиве»

Воспитанник СДЮШОР № 6 города Гродно. Привлёк к себе внимание по выступлениям за гродненский «Неман». Затем перебрался в московский «Локомотив», где провёл несколько сезонов и привлёк внимание Фабио Капелло из итальянской «Ромы», куда и перешёл в 1999 году. В новом клубе Гуренко столкнулся с серьёзной конкуренцией за место в составе с Кафу, Самуэлем, Кандела и Алдаиром — за полтора сезона на поле он появлялся всего восемь раз. В итоге клуб принял решение отдать Сергея на полсезона в испанскую «Сарагосу», где ему удалось сходу закрепиться в составе и выиграть Кубок Испании. Затем Гуренко вернулся в Италию — на этот раз в «Парму», где заиграть также не получилось, поэтому он ушёл в «Пьяченцу», где ему наконец удалось стать игроком основы — в чемпионате Италии он провёл 25 игр и забил один гол в ворота «Милана», однако клуб вылетел в Серию В. Поэтому Гуренко покидает Италию и возвращается в «Локомотив», с которым в 2004 году становится чемпионом России. В 2009 году Гуренко перестал попадать в планы тренера и был вынужден перебраться в минское «Динамо». Объединение болельщиков «Локомотива» UnitedSouth признало Сергея лучшим футболистом сезона 2008 года, вручив приз «Стальной рельс». В белорусском клубе игрок и завершил карьеру в 2009, перейдя на тренерский пост.
В 2014 году 41-летний Гуренко провёл семь игр за минский «Партизан» во второй лиге Беларуси. Дебютировал 27 апреля в выездном матче 1-го тура против ФК «Клецк» (3:0).

### В сборной
Дебютировал за сборную Беларуси 25 мая 1994 года в товарищеской игре с Украиной (1:3). Экс-рекордсмен национальной команды по количеству сыгранных матчей — 80, забил три мяча. В октябре 2009 года Александр Кульчий сперва повторил рекорд по числу матчей за национальную команду, а затем и опередил Гуренко по количеству игр за сборную.

## Тренерская карьера
В конце августа 2009 года сразу же после завершения карьеры был назначен на пост главного тренера минского «Динамо», ранее входя в тренерский штаб клуба. Однако уже через год он покинул этот пост.
26 июля 2010 года стал главным тренером клуба «Торпедо-БелАЗ», где проработал 2 года. В 2011 году привлёк в клуб известного российского футболиста Вадима Евсеева.[значимость факта?]
31 августа 2012 года был назначен на должность спортивного директора минского «Динамо», но менее чем через год покинул команду.
В апреле 2013 года вернулся в Россию и вошёл в тренерский штаб «Краснодара», который покинул после увольнения Славолюба Муслина.
С февраля 2014 года являлся тренером клуба «Спартак-Нальчик»,
В июле 2014 года стал старшим тренером «Амкара» в штабе Славолюба Муслина.
В январе 2015 года получил тренерскую лицензию категории PRO.
В июне 2015 года Гуренко последовал за Муслином в бельгийский «Стандард», где оба проработали 3 месяца. Однако, уже в августе был отправлен в отставку, основной причиной которой стал невыход в групповой этап Лиги Европы.
В начале января 2016 года возглавил дубль минского «Динамо». В мае 2016 стал помощником Славолюба Муслина в сборной Сербии.
В мае 2017 был назначен исполняющим обязанности главного тренера «Динамо» (Минск). В сезоне 2017 «Динамо» во главе с Гуренко заняло второе место в чемпионате Беларуси, набрав равное количество очков с чемпионом БАТЭ. В ноябре 2017 года покинул тренерский штаб сборной Сербии.
В сезоне 2018 динамовцы получили бронзовые медали чемпионата. В январе 2019 года по окончании контракта покинул пост главного тренера минчан.
В июне 2019 года вновь стал тренировать «Динамо». Однако, результаты команды получились неудачными — команда выбыла из Лиги Европы в первом раунде, в чемпионате Беларуси осталась без медалей, в начале 2020 года выбыла из Кубка Беларуси, а в чемпионате шло в нижней части таблицы. В апреле 2020 года Гуренко покинул клуб.
В феврале 2021 года стал главным тренером литовского «Ритеряя». В том же году тренировал белорусский «Шахтёр» (Солигорск). С июня 2023 года — главный тренер «Уфы». В августе 2023 года тренер был уволен из российского клуба после восьми официальных матчей, в которых команда одержала 2 победы, 3 раза сыграла вничью и потерпела 3 поражения.

## Достижения
Беларусь
- Серебряный призёр чемпионата Беларуси: 2009
- Обладатель Кубка Беларуси: 1992/93
- Футболист года в Беларуси: 1999

Испания
- Обладатель Кубка Испании: 2000/01

Россия
- Чемпион России: 2004
- Серебряный призёр чемпионата России: 1995
- Бронзовый призёр чемпионата России (3): 1998, 2005, 2006
- Обладатель Кубка России (3): 1995/96, 1996/97, 2006/07
- Финалист Кубка России: 1997/98
- Обладатель Суперкубка России: 2005
- Обладатель Кубка чемпионов Содружества: 2005
- Обладатель приза «Стальной рельс»: 2007, 2008

Италия
- Обладатель Кубка Италии: 2001/02

## Семья
Женат, двое сыновей — старший Артём (род. 1994) и младший Никита (род. 1998), дочь — Полина (род. 2008).

## Результат по сезонам
| Сезон   | Команда              | Кол-во игр | Кол-во голов |
| ------- | -------------------- | ---------- | ------------ |
| 1989    | «Химик» (Гродно)     | 7          | 0            |
| 1990    | «Химик» (Гродно)     | 41         | 1            |
| 1991    | «Химик» (Гродно)     | 38         | 1            |
| 1992    | «Химик» (Гродно)     | 15         | 0            |
| 1992/93 | «Неман» (Гродно)     | 29         | 0            |
| 1993/94 | «Неман» (Гродно)     | 29         | 0            |
| 1994/95 | «Неман» (Гродно)     | 26         | 2            |
| 1995    | «Локомотив» (Москва) | 13         | 0            |
| 1996    | «Локомотив» (Москва) | 32         | 1            |
| 1997    | «Локомотив» (Москва) | 32         | 1            |
| 1998    | «Локомотив» (Москва) | 29         | 0            |
| 1999    | «Локомотив» (Москва) | 6          | 2            |
| 1999/00 | «Рома»               | 6          | 0            |
| 2000    | «Рома»               | 0          | 0            |
| 2000/01 | «Реал Сарагоса»      | 11         | 0            |
| 2001/02 | «Парма»              | 3          | 0            |
| 2002/03 | «Пьяченца»           | 25         | 1            |
| 2003    | «Локомотив» (Москва) | 5          | 0            |
| 2004    | «Локомотив» (Москва) | 26         | 0            |
| 2005    | «Локомотив» (Москва) | 26         | 0            |
| 2006    | «Локомотив» (Москва) | 29         | 1            |
| 2007    | «Локомотив» (Москва) | 29         | 1            |
| 2008    | «Локомотив» (Москва) | 28         | 0            |
| 2009    | «Динамо» (Минск)     | 15         | 0            |
| 2014    | «Партизан» (Минск)   | 7          | 0            |